# Dekanat zelwieński
Dekanat zelwieński – jeden z dziewięciu dekanatów wchodzących w skład eparchii grodzieńskiej i wołkowyskiej Egzarchatu Białoruskiego Patriarchatu Moskiewskiego.

## Parafie w dekanacie
- Parafia Przemienienia Pańskiego w Dereczynie
  - Cerkiew Przemienienia Pańskiego w Dereczynie
- Parafia św. Jerzego Zwycięzcy w Hołynce
  - Cerkiew św. Jerzego Zwycięzcy w Hołynce
- Parafia św. Anny w Miżeryczach
  - Cerkiew św. Anny w Miżeryczach
  - Cerkiew św. Antoniego Pieczerskiego w Dobrosielcach
- Parafia św. Michała Archanioła w Ostrowie
  - Cerkiew św. Michała Archanioła w Ostrowie
- Parafia św. Michała Archanioła w Słowatyczach
  - Cerkiew św. Michała Archanioła w Słowatyczach
- Parafia św. Michała Archanioła w Synkowiczach
  - Cerkiew św. Michała Archanioła w Synkowiczach
- Parafia Świętej Trójcy w Zelwie
  - Cerkiew Świętej Trójcy w Zelwie

## Galeria

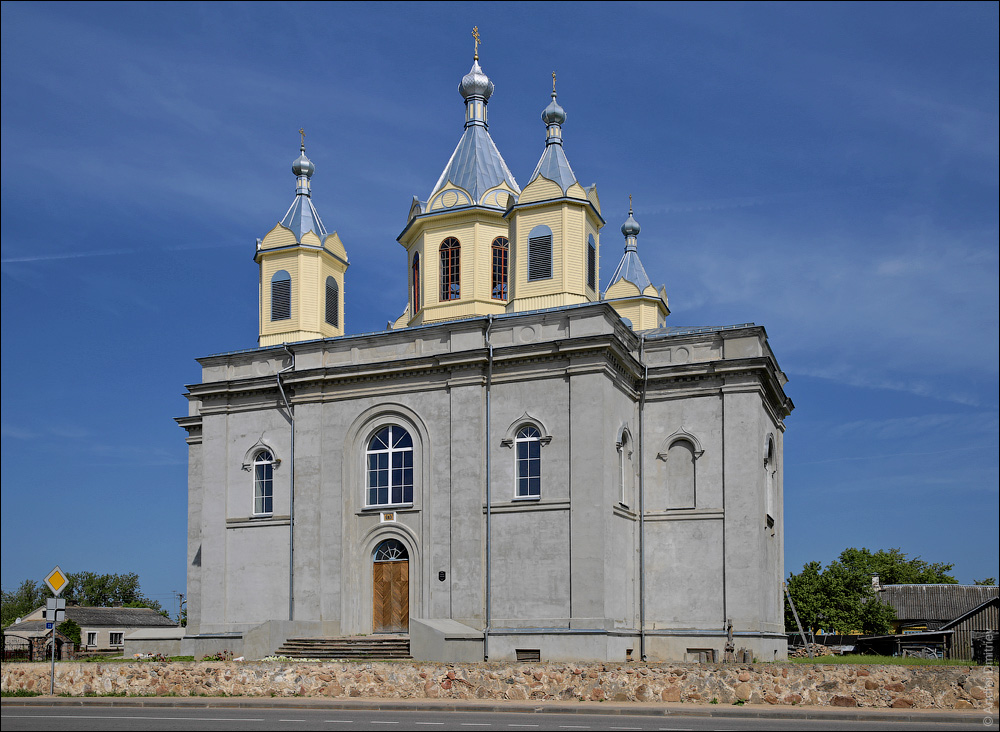
Cerkiew Przemienienia Pańskiego w Dereczynie
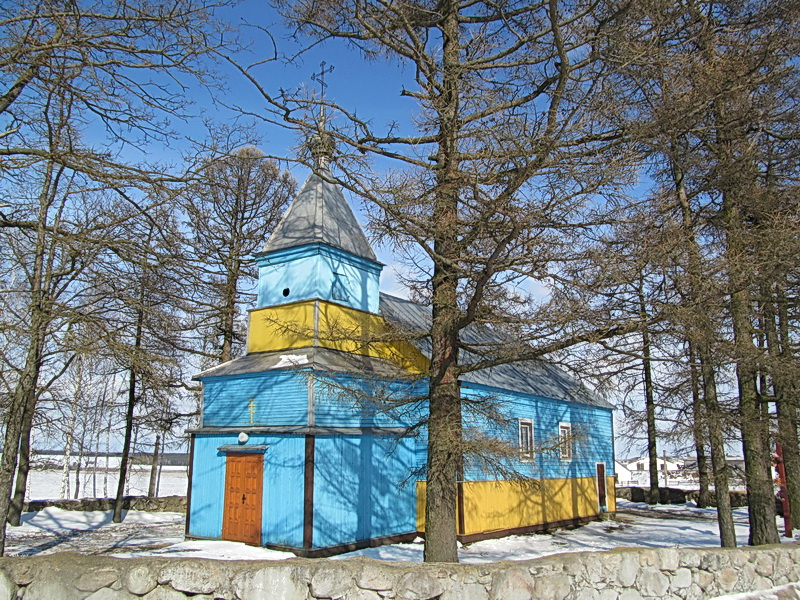
Cerkiew św. Antoniego Pieczerskiego w Dobrosielcach
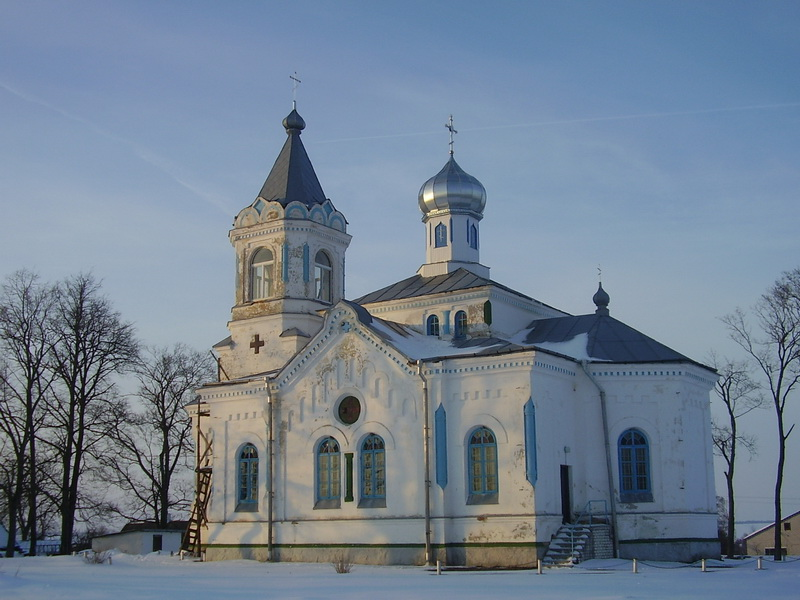
Cerkiew św. Anny w Miżeryczach
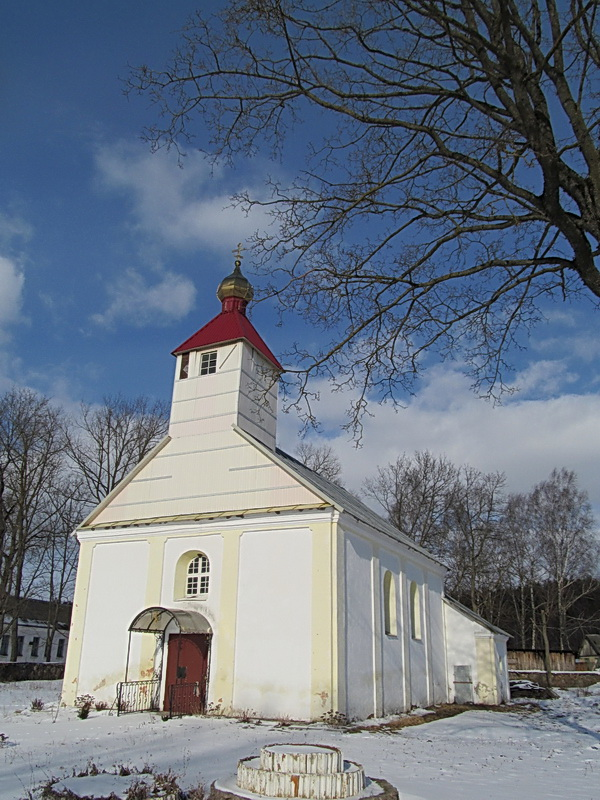
Cerkiew św. Jerzego Zwycięzcy w Słowatyczach
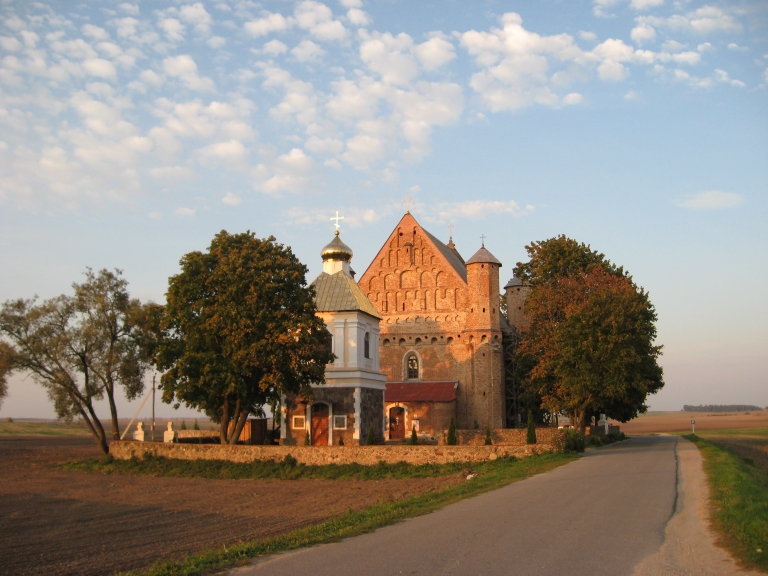
Cerkiew św. Michała Archanioła w Synkowiczach